# Giovanni Galbaio
Giovanni Galbaio var den åttonde dogen av Venedig. Han efterträdde sin far Maurizio Galbaio, och var den första dogen som ärvde tronen.
När Giovanni kom till makten började han genast motarbeta kyrkans representanter som förespråkade en avskaffning av slavhandeln. Även frankerrikets kung Karl den Store ville avskaffa slaveriet, och därför försämrades relationerna mellan Venedig och Frankerriket.
Giovanni flydde till Mantua med sin far Maurizio och sin son Christofo 803, där de alla dog.